# 原生代
| 累代        | 代       | 紀                 | 基底年代 Mya |
| ----------- | -------- | ------------------ | ------------ |
| 顕生代      | 新生代   | 新生代             | 66           |
| 顕生代      | 中生代   | 中生代             | 251.902      |
| 顕生代      | 古生代   | 古生代             | 541          |
| 原生代      | 新原生代 | エディアカラン     | 635          |
| 原生代      | 新原生代 | クライオジェニアン | 720          |
| 原生代      | 新原生代 | トニアン           | 1000         |
| 原生代      | 中原生代 | ステニアン         | 1200         |
| 原生代      | 中原生代 | エクタシアン       | 1400         |
| 原生代      | 中原生代 | カリミアン         | 1600         |
| 原生代      | 古原生代 | スタテリアン       | 1800         |
| 原生代      | 古原生代 | オロシリアン       | 2050         |
| 原生代      | 古原生代 | リィアキアン       | 2300         |
| 原生代      | 古原生代 | シデリアン         | 2500         |
| 太古代      | 太古代   | 太古代             | 4000         |
| 冥王代      | 冥王代   | 冥王代             | 4600         |
| 1. 2. 3. 4. |          |                    |              |

原生代（げんせいだい、英：Proterozoic）とは、25億年前から約5億4,100万年前にあたる地質時代の区分（累代）の一つ。新原生代、中原生代、古原生代の3つの代に区分される。
かつては、先カンブリア時代以前の全ての時代を指していた。古生代カンブリア紀以前の地質時代（冥王代、太古代、原生代）をまとめて「先カンブリア時代」と呼ぶため、「先カンブリア時代地質区分」として研究する学者もいる。
酸素発生型光合成微生物の活動によって海洋への酸素の供給が始まり、25～23億年前の大酸素イベントで嫌気性の非酸素発生型光合成微生物が大量絶滅した。そして、光合成とともに酸素呼吸のできるシアノバクテリアが18〜12億年前に出現し、大気中の酸素濃度が増加した。大気中の酸素濃度増加によりオゾン層形成されると、紫外線が地表に届きにくくなった。また、古細菌類から原始真核生物が分岐し、さらにαプロテオバクテリア（後のミトコンドリア）が共生することで現在の真核単細胞生物が成立した。後期には硬い骨格を持った多細胞生物も出現した。

## 始まりと終わり
原生代の始まりは、1981年に提唱された切りの良い数字である「25億年」が広く用いられている。なぜなら、顕生代での時代の判定は「地球上の広い範囲で同時に認められる生物化石の変遷」を用いているものの、原生代は年代を決める明瞭な地質学的事項がないためである。25億年前の前後数億年間は、地球の内部や表面で大きな変化があり、「大変流動的な太古代」から現代的な原生代へ移行した。
原生代の終わり、すなわち顕生代の始まりは、カンブリア紀の示準化石であるフィコデス属ペダム種（Phycodes属Pedum種）の生痕化石が見つかる約5億4,100万年前とされている。

## 地球表層の状況
太古代はマントルの温度が現在よりもかなり高く、その影響でマントルが部分溶融してできたマグマに由来する火成岩の成分が現在とは大きく異なっていたが、25億年前前後に現在の組成に近いものに移行した。ほぼ同時期に海中に巨大な縞状鉄鉱床が堆積し、大気中の大量な二酸化炭素が減り酸素濃度が上がった。原生代を通じて陸地が増え、いくつかの大陸や超大陸が生まれた。気候が寒冷化し、氷河時代の痕跡が残るようになったが、最も寒冷化した際には地球全体が氷結したスノーボールアースも複数回起こった。

### 原生代初期の地表

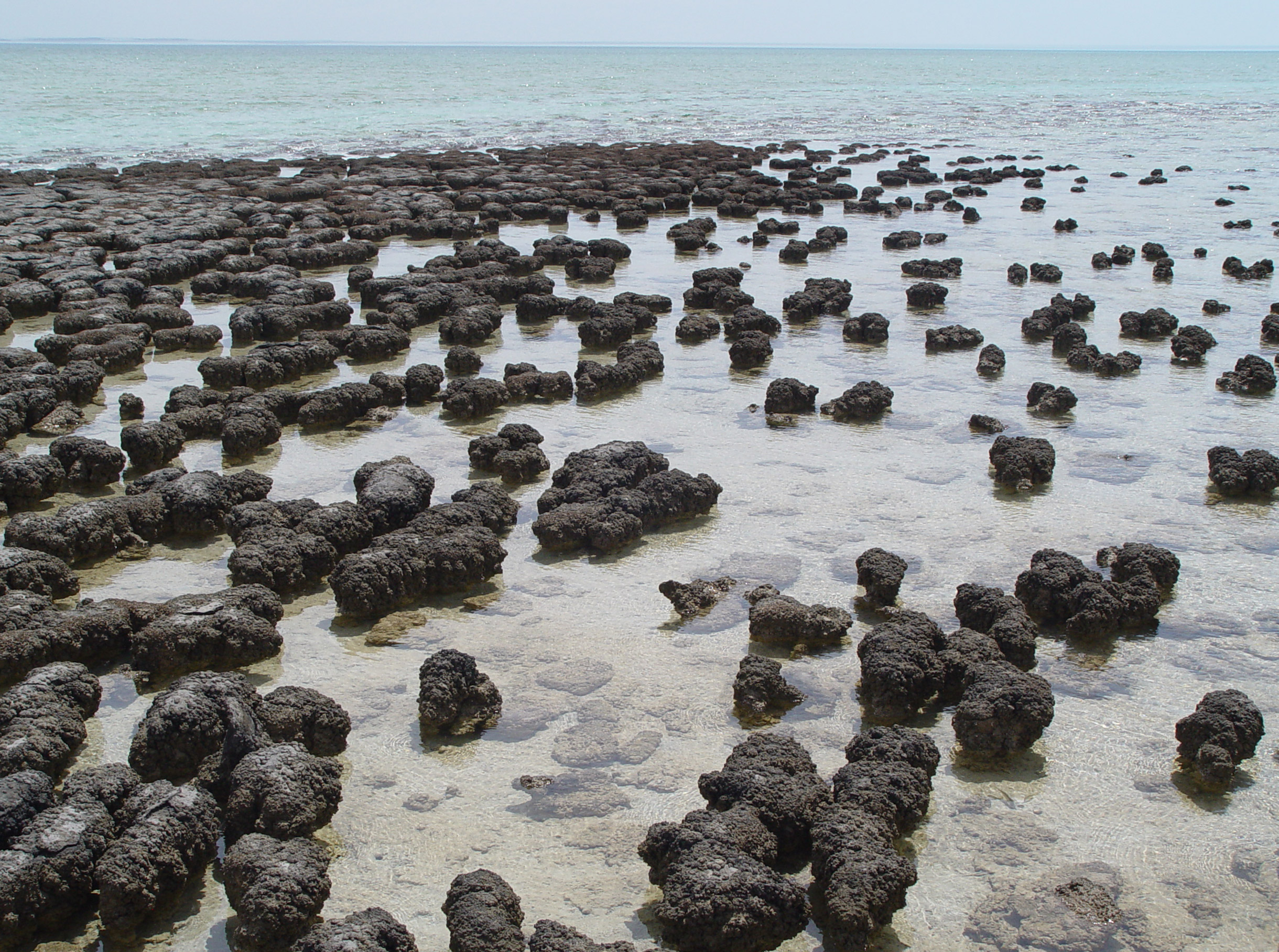
西オーストラリアのシャーク湾で見られる現生のストロマトライト

27億年前に非常に活発な火山活動があり、陸地が大幅に増えた。増えた大陸の周辺の浅い海に、光合成をおこなうシアノバクテリアの集合体であるストロマトライトが大規模に形成された。ストロマトライトから放出された酸素は海中に拡散し、当時の海中に大量に溶解していた２価の鉄イオンを酸化して沈殿させ縞状鉄鉱床を生成した。縞状鉄鉱床の生成のピークは27億年前から19億年前までであった。
太古代の大気には酸素はほとんどなく、大量の二酸化炭素と窒素が大気の成分であった。原生代に入ってストロマトライトの活動で酸素が生成され始めたが、浅海に2価の鉄が十分ある間は酸素が直ちに消費されるため、大気中の酸素濃度は非常に低いレベルのままであった。しかし22億年前頃から大気に酸素が含まれていたことを示す「赤色土壌」や「赤色砂岩」が出現するようになった。その後大気中の酸素の比率は徐々に増えてゆく。22-23億年前に地球は寒冷化し何回かの氷河時代を迎えたが、最も寒冷化したヒューロニアン氷期には赤道近くまで氷結し、スノーボールアースとなった可能性があるとされる。寒冷化の原因は大気中の二酸化炭素濃度が下がって温室効果が減ったためと推定される。二酸化炭素濃度減少の原因は、大陸の拡大によって岩石の風化量が増え風化岩石中の金属元素が空中の二酸化炭素を消費したと考えられるが、さらに風化した塩類が海に入って大量の栄養塩類となり生物活動（光合成）を活発化させ、二酸化炭素を消費したことも考えられる。

### 超大陸の形成
プレートテクトニクスでは、プレートが動くことでその上の陸地も地表を移動する。地球の歴史では殆どの大陸が1か所に集結して巨大な超大陸を形成したことがあった。顕生代に存在したパンゲアは有名であるが、原生代後期の10億年前頃にも「地上のほとんどの陸地が集まった超大陸」が存在したとする検討結果が1990年頃から報告されている。この超大陸はロディニア大陸と呼ばれるが、約7億年前に3つに分裂した。ロディニアはそれ以前にあった比較的大きなヌーナ大陸・コロンビア大陸・アトランティカ大陸の3つが合体したものである。これら3大陸は約19億年前にあった活発な大陸成長のピーク期に、もっと小さな陸地が集合し成長して生成した。

### 原生代後期の氷河時代
原生代後期に相当する地層から「氷河に起因する堆積物」が世界各地で発見されており、この時代に何度か寒冷な時期があった事が判明している。特にスターティアン氷期（7億3,000万年-7億年前）とマリノアン氷期（6億6,500万-6億3,500万年前）には当時の赤道近くの地層からも氷河に起因する堆積物が見つかっており、地球が非常に寒冷化したことが分かっている。当時の地層から採取された岩石の分析結果（炭素同位体比）から、当時の生物圏が壊滅的な打撃を受け、地球上の全ての生物活動がほとんど停止していたことが判明した。この現象を研究したカリフォルニア工科大学のカーシェビンクは、この時代に地球全体が凍結したスノーボールアース現象が起こったとしている。

## 原生代の生物
太古代の生物は、古細菌と真正細菌が主体であった。原生代に入るとより進化し複雑な組織を持つ真核生物が繁栄し、原生代の後期には多細胞生物が生まれた。原生代最後のエディアカラ紀の地層からは多数の動物の化石が見つかっている。

### 真核生物の誕生

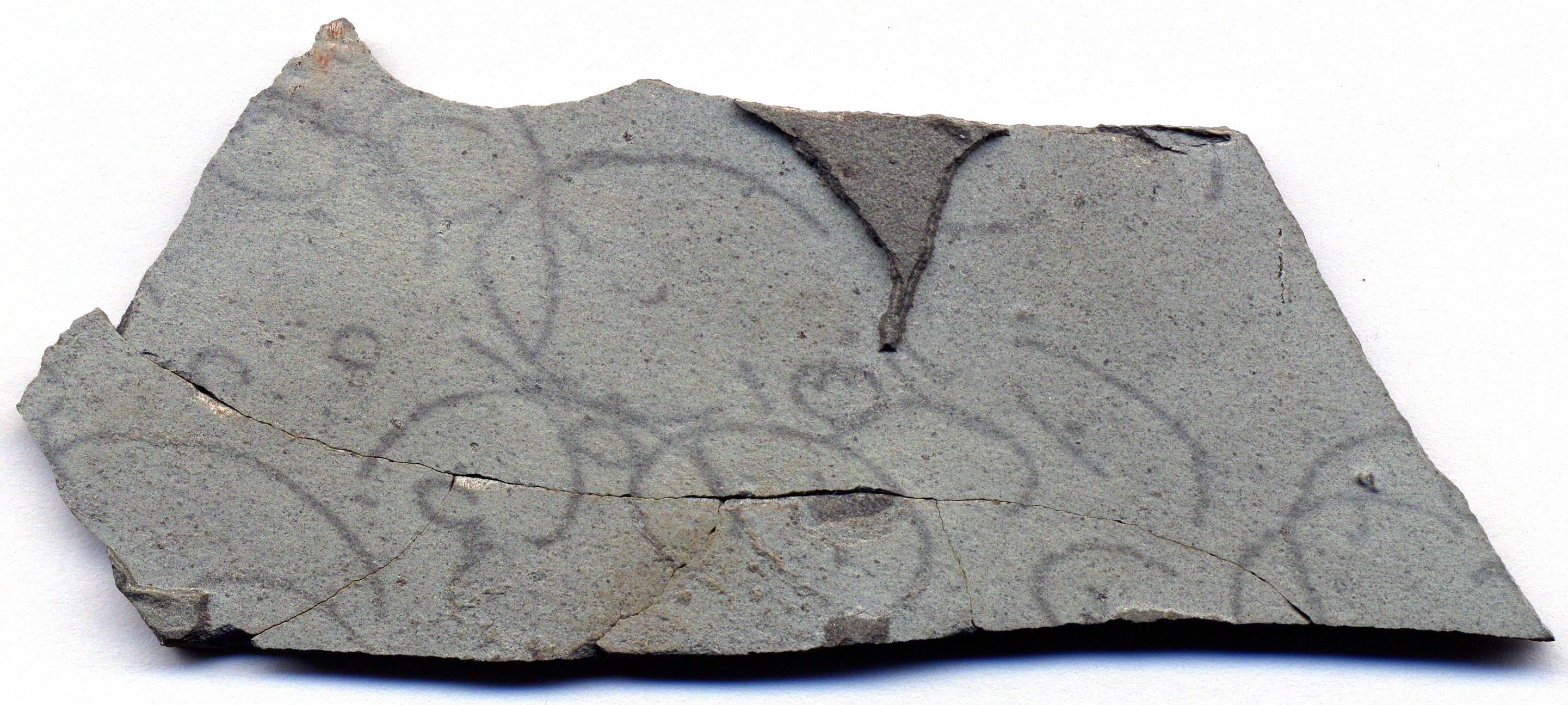
コイル状のグリパニアの化石

大酸素イベントに適応する形で酸素発生型光合成微生物が進化したシアノバクテリアは、細胞内に核を持たない細菌であるが、21億年前の縞状鉄鉱床から細胞内に核を有する真核生物の化石が1992年に発見された。これはグリパニア(grypania)と呼ばれて、コイル状の管からできている。およそ17億年前ごろから球形をした化石が無数に見つかっている。精巧な細胞壁を持っているものがあり、原始的な藻類の胞子だと考えられている。これらはアクリタークと命名されている。大きさは時代が新しくなるにつれて大きくなるが直径が数分の一ミリメートル程度である。その後、2010年にガボンで行われた採掘の結果、ガボン多細胞生物が発見され、15億年前に既に多細胞生物が存在したという事が発見された

### 多細胞生物の誕生
植物の多細胞生物の化石で最も古いものは、カナダのサマーセット島の7億5,000年前〜12億5,000万年前のハンティング地層から見つかった紅藻類の化石である。また東シベリアの10-9億年前の地層から藻類の化石が見つかっている。動物では1947年に南オーストラリアのフリンダース山脈のエディアカラの丘にある原生代最末期の地層から、肉眼で見える動物の化石（スプリッギナ）が発見された。その後エディアカラの丘やその周辺から多種多数の動物の化石が発見され、エディアカラ動物群と呼ばれている。エディアカラ動物群の化石が見つかるのは5億7千万年前から5億4千万年前という短い期間に集中しており、すべて硬い骨格を持たない生物であった。エディアカラ動物群の化石は世界の20か所以上の地域で見つかっている。これらの化石が産出する時代はかつてベンド紀と呼ばれていたが、現在はエディアカラ紀と呼ばれている。これらの多細胞動物が誕生する直前に著しい寒冷期だったマリノニアン氷河時代があり、環境の激変が動物の急激な進化を促したという議論がある。
多細胞動物については　次の顕生代のカンブリア紀で硬い骨格を有する多種多様な動物群が一気に出現する。

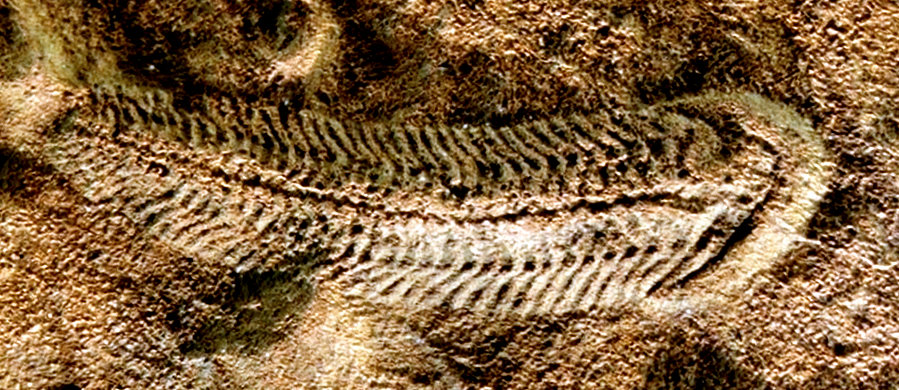
エディアカラ動物群のスプリッギナの化石、大きさは3-5cm
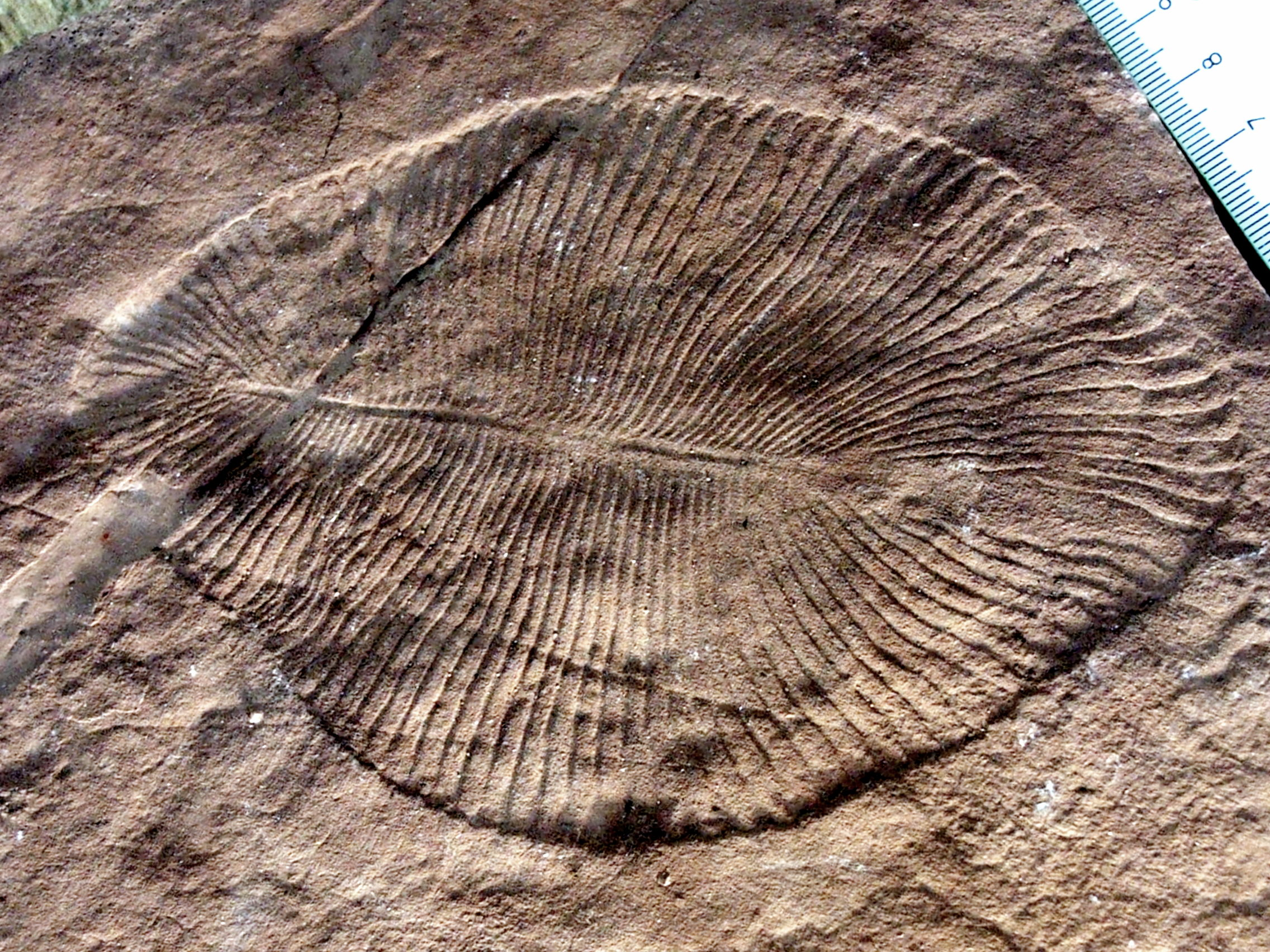
エディアカラ動物群のディッキンソニアの化石
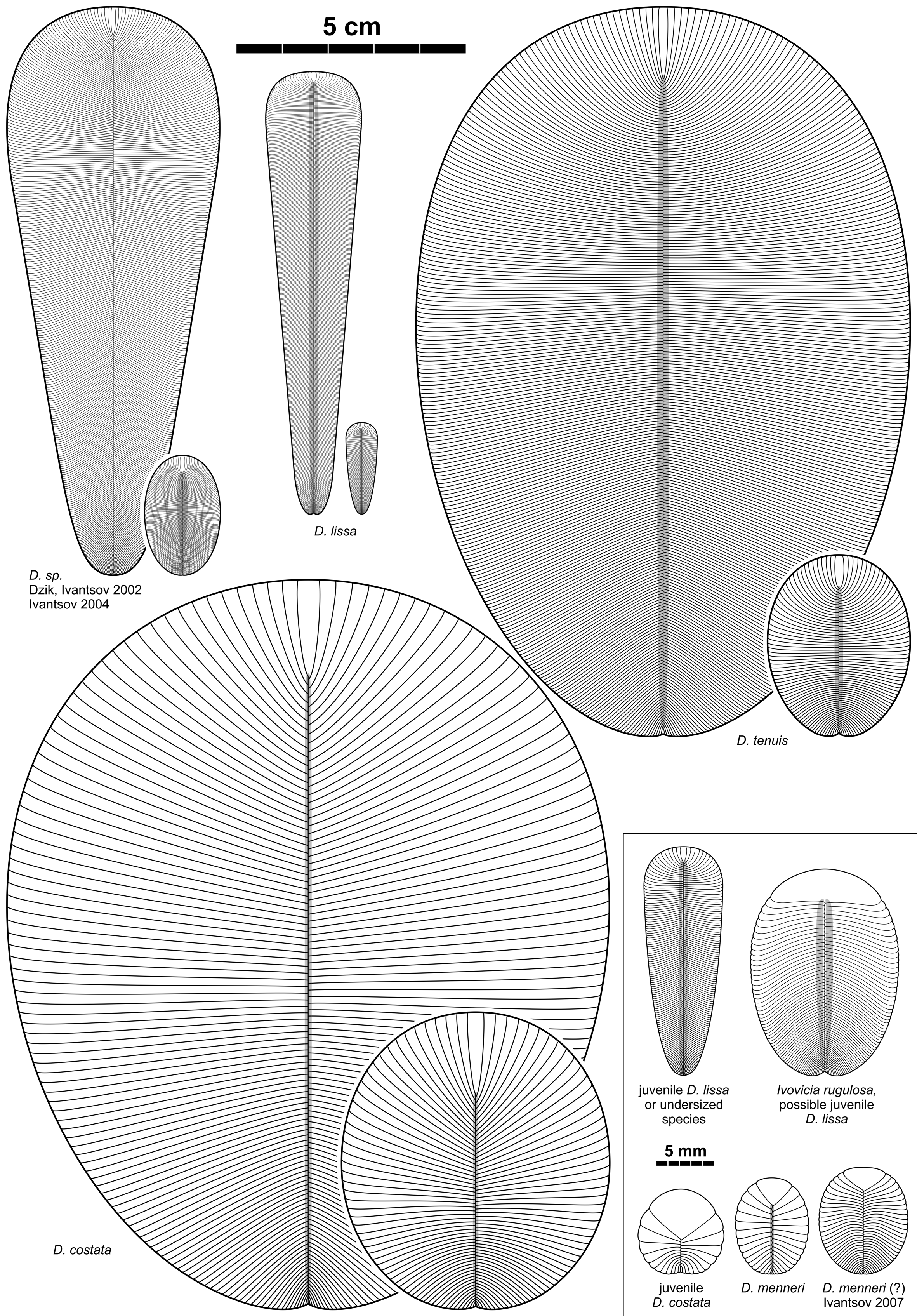
ディッキンソニアの復元予想図
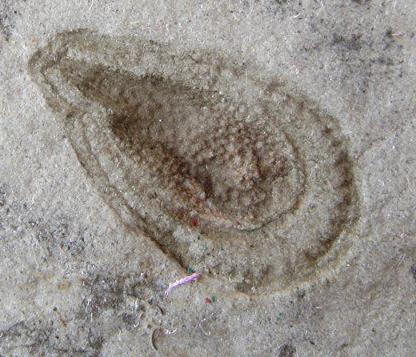
エディアカラ動物群のキンベレラの化石